# Johann Riegler
Pour les articles homonymes, voir Riegler.
Johann Riegler, surnommé Hans ou Hansi, est un footballeur autrichien né le 17 juillet 1929 à Vienne et mort le 31 août 2011 qui a joué pour l'Autriche lors de la Coupe du monde de 1954. Il évoluait au poste de milieu.

## Biographie
Durant sa carrière, il joue en Autriche et en France, notamment au Rapid Vienne, à l'Austria Vienne et au RC Lens.
International, il reçoit 6 sélections en équipe d'Autriche de 1951 à 1955. Il fait partie de l'équipe autrichienne lors de la Coupe du monde 1954.

## Vie personnelle
Le frère aîné de Riegler, Franz "bobby" Riegler, était également un footballer international autrichien.

## Carrière
- 1948-1958 :  Rapid Vienne
- 1958-1961 :  Austria Vienne
- 1961-1962 :  RC Lens
- 1962-1963 :  Austria Klagenfurt[2],[3]

## Palmarès

### En sélection
- Troisième de la Coupe du monde en 1954

### En club
- Vainqueur de la Coupe Mitropa en 1951 avec le Rapid Vienne
- Finaliste de la Coupe Mitropa en 1956 avec le Rapid Vienne
- Champion d'Autriche en 1951, 1952, 1954, 1956 et 1957 avec le Rapid Vienne
- Champion d'Autriche en 1961 avec l'Austria Vienne
- Vainqueur de la Coupe d'Autriche en 1960 avec l'Austria Vienne